# هومپفرسهاوزن
هومپفرسهاوزن (به آلمانی: Hümpfershausen) یک شهر در آلمان است که در اشمالکالدن-ماینینگن واقع شده‌است. هومپفرسهاوزن ۴۴۳ نفر جمعیت دارد.